# Andreas Felder
Pour les articles homonymes, voir Felder.
Andreas Felder Caparros, né le 6 mars 1962 à Hall in Tirol (Autriche), est un sauteur à ski autrichien. 
Bien qu'il n'a remporté qu'une médaille olympique (l'argent au concours par équipe sur grand tremplin aux jeux olympiques de 1992 d'Albertville), il est considéré comme l'un des meilleurs sauteurs de l'histoire de ce sport, concourant avec des athlètes tels que Matti Nykänen et Jens Weißflog. Outre cette médaille olympique, il a remporté six médailles aux championnats du monde dont deux titres, l'un en individuel sur grand tremplin en 1987 et l'autre par équipe sur grand tremplin en 1991. Enfin il est, derrière Gregor Schlierenzauer, le sauteur autrichien le plus victorieux en coupe du monde avec un total de 25 succès (et un globe de cristal en 1991). Par ailleurs, Felder a remporté le championnat du monde de vol à ski en 1986.
Il est depuis les années 1990 entraîneur dans des équipes nationales de saut à ski et de combiné nordique.

## Biographie

### Carrière
Il fait ses débuts dans la Coupe du monde en janvier 1981 à Innsbruck lors de la Tournée des quatre tremplins. Aux Championnats du monde 1982, il monte sur son premier podium international en prenant l'argent au concours par équipes. Il voit sa percée au plus haut niveau avoir lieu lors de la saison 1984/85. En décembre de cette année, il a remporté le concours de Coupe du monde à Thunder Bay, Ontario, Canada. Il a remporté six compétitions cette saison-là, mais a terminé à la deuxième place derrière Matti Nykänen. Aux Championnats du monde de ski nordique 1985 à Seefeld, il a remporté la médaille d'argent à la fois sur le tremplin normal individuel et le grand tremplin par équipes.
Il a remporté le titre aux Championnats du monde de vol à ski 1986 à Bad Mitterndorf, deux médailles aux Championnats du monde de ski nordique 1987 à Oberstdorf avec l'or dans le grand tremplin individuel et le bronze par équipes. Il a remporté la compétition de saut à ski au Festival de ski d'Holmenkollen de 1987. Lors de la saison 1990-1991, il a remporté sa seule victoire au classement général de la Coupe du monde, grâce à notamment sept victoires, son total le plus prolifique et a également remporté la médaille d'or par équipe au grand tremplin aux Championnats du monde de ski nordique 1991.
Il a également remporté une médaille d'argent dans la compétition par équipes aux Jeux olympiques d'hiver de 1992 à Albertville avec Heinz Kuttin, Ernst Vettori et Martin Höllwarth. Individuellement, il est sixième pour la troisième fois consécutive lors des jeux.
Felder a terminé sa carrière en Coupe du monde par une victoire le 29 mars 1992, lorsqu'il remporta la compétition de saut à ski à Planica, Slovénie. 
Après sa retraite, il est devenu directeur de la Fédération autrichienne de ski (jusqu'au 19 mars 1997). Par la suite, il a été manager dans l'équipe de combiné nordique de la Fédération allemande de ski.
De 2018 à 2020, il est l'entraîneur de l'équipe nationale masculine d'Autriche.

### Vol à ski
Le 9 mars 1986, il a égalé le record du monde de distance de saut à ski avec Matti Nykänen à 191 mètres (627 pieds) aux Championnats du monde de vol à ski sur le tremplin de  Kulm à Tauplitz / Bad Mitterndorf, Autriche,.
Le 13 mars 1987, il a touché le sol à une distance équivalente au record du monde à 192 mètres (630 ft) lors de l'entraînement officiel de la Coupe du monde à Planica, Yougoslavie,. Le lendemain, il a atterri à 191 mètres et n'a égalé que son record personnel, car ce saut a été réalisé au troisième tour qui est répété, après et à cause du record du monde de Piotr Fijas.

## Palmarès

### Jeux olympiques
| Épreuve / Édition | Sarajevo 1984 | Calgary 1988 | Albertville 1992 |
| Petit tremplin    | 6e            | 12e          | 6e               |
| Grand tremplin    | 28e           | 6e           | 9e               |
| Par équipes       |               | 5e           | Argent           |

### Championnats du monde
| Épreuve / Édition | Oslo 1982 | Engelberg 1984 | Seefeld 1985 | Oberstdorf 1987 | Lahti 1989 | Val di Fiemme 1991 |
| Petit tremplin    | 5e        |                | Argent       | 50e             |            | 4e                 |
| Grand tremplin    | 12e       |                | 7e           | Or              | 18e        | 9e                 |
| Par équipes       | Argent    | 4e             | Argent       | Bronze          | 6e         | Or                 |

### Championnats du monde de vol à ski
| Épreuve / Édition | Planica 1985 | Kulm 1986 | Oberstdorf 1988 | Vikersund 1990 | Harrachov 1992 |
| Individuel        | 15e          | Or        | 33e             | 4e             | 31e            |

### Coupe du monde
- 1 gros globe de cristal en 1991.
- 49 podiums individuels : 25 victoires (dont 3 en vol à ski), 15 deuxièmes places et 9 troisièmes places.
- 2 victoire en épreuve par équipes.
- 2e de la Tournée des quatre tremplins 1990-1991.

#### Classements généraux
| Compétition/Année | Compétition/Année | Coupe du monde | Coupe du monde | Tournée des 4 tremplins | Tournée des 4 tremplins |
| ----------------- | ----------------- | -------------- | -------------- | ----------------------- | ----------------------- |
| Compétition/Année | Compétition/Année | Class.         | Points         | Class.                  | Points                  |
| 1981              | 1981              | 13e            | 60             |                         |                         |
| 1982              | 1982              | 14e            | 71             |                         |                         |
| 1983              | 1983              | 46e            | 10             |                         |                         |
| 1984              | 1984              | 15e            | 75             | 10e                     | 756                     |
| 1985              | 1985              | 2e             | 198            | 6e                      | 904                     |
| 1986              | 1986              | 3e             | 170            |                         |                         |
| 1987              | 1987              | 3e             | 177            |                         |                         |
| 1988              | 1988              | 23e            | 38             |                         |                         |
| 1989              | 1989              | 14e            | 56             |                         |                         |
| 1990              | 1990              | 3e             | 236            | 14e                     | 800                     |
| 1991              | 1991              | 1er            | 260            | 2e                      | 806                     |
| 1992              | 1992              | 3e             | 218            | 6e                      | 814                     |

### Liste des victoires
| Année | Lieu |
| 1985  | Thunder Bay x2 (Canada), Lake Placid x2 (États-Unis), Lahti (Finlande), Falun (Suède)                                                |
| 1986  | Vikersund x2 (Norvège), Engelberg (Suisse)                                                                                           |
| 1987  | Planica (Yougoslavie), Oslo (Norvège)                                                                                                |
| 1990  | Lahti (Finlande), Oernskoeldsvik (Suède), Raufoss (Norvège)                                                                          |
| 1991  | Lake Placid (États-Unis), Thunder Bay x2 (Canada), Garmisch-Partenkirchen (Allemagne), Bischofshofen (Autriche), Lahti x2 (Finlande) |
| 1992  | Garmisch-Partenkirchen (Allemagne), St-Moritz (Suisse), Engelberg (Suisse), Planica (Slovénie)                                       |